# الموازنة العامة للدولة في مصر
تعرف «الموازنة العامة للدولة» على أنها بيان تقديري تفصيلي معتمد يحتوي على الإيرادات العامة التي يتوقع أن تحصلها الدولة، والنفقات العامة التي يلزم إنفاقها خلال سنة مالية قادمة؛ فالموازنة تعتبر بمثابة البرنامج المالي للخطة التي تعمل بها الدولة عن سنة مالية مقبلة من أجل تحقيق أهداف محددة في إطار الخطة العامة للتنمية الاقتصادية والاجتماعية للدول.

## قواعد الموازنة العامة
1. السنوية
2. الوحدة
3. شمولية
4. العمومية
5. عدم التخصيص
6. دقة
7. مرونة
8. توازن

## النفقات العامة[1]
1. الاجوروتعويضات العاملين
2. شراء السلع والخدمات
3. الفوائد
4. الدعم والمنح والمزايا الاجتماعية
5. المصروفات الأخرى
6. شراء الأصول الغير مالية (الاستثمارات).
7. الحيازة من الأصول المالية المحلية والأجنبية
8. سداد القروض المحلية والأجنبية

### الأجور وتعويضات العاملين
ويشمل تكلفة الأجور المدفوعة والتعويضات علي اختلاف أنواعها سواء نقدية أو عينية والتي يتم تقديمها للعاملين بالجهاز الحكومي للدولة (باستثناء الأجور المدفوعة والمرتبطة بالباب شراء الاصول المالية حيث تزاد بها تكلفة المشروع وبالتالي تدرج ضمن التكلفة الاستثمارية).
وتنقسم إلي 5 مجموعات:
1. الأجور والبدلات.
2. المزايا التأمينية.
3. الأجور الإجمالية المدرجة بموازنات الجهات.
4. الاحتياطيات العامة
5. المستبعد بالتحصيل من شراء الأصول الغير مالية.

### شراء السلع والخدمات
السلع والخدمات المستخدمة في إنتاج سلع وخدمات أخرى (أمثلة للسلع: المواد الخام والأدوات الكتابية والمياة والإنارة، أمثلة للخدمات: الصيانة والبريد والاتصالات والإيجار والاشتراكات).
وتنقسم إلي 4 مجموعات:
1. السلع وتنقسم إلي 10 بنود.
2. الخدمات وتنقسم إلي 14 بندا.
3. الاعتمادات الإجمالية المدرجة بموازنات الجهات.
4. الاحتياطيات العامة.

### الفوائد
الفوائد المستحقة علي أذون الخزانة والقروض التي لجئت إليها الحكومة لتمويل نشاطاتها أو لسد العجز في الموازنة.

### الدعم والمنح والمزايا الاجتماعية
- الدعم: التحويلات الجارية من جانب الحكومة بدون مقابل إلي المنتجين لتشجيع الصادرات أو للتأثير علي العرض بشكل عام، أو للمستهلكين بهدف رفع مستويات معيشتهم. وتنقسم إلي:
  1. دعم مؤسسات عامة: مثل دعم السلع التموينية ودعم المواد البترولية.
  2. دعم مؤسسات خاصة: مثل دعم تنشيط الصادرات.
- المنح: هي تحويلات جارية أو رأسمالية اختيارية من جهة حكومية إلي جهة أخرى سواء أكانت حكومية أم لا. وتنقسم إلي
  1. منح المقدمة للحكومات الأجنبية.
  2. منح لمنظمات دولية.
  3. منح لجهات الحكومة العامة. ويندرج تحت هذا البند مساهمات وزارة المالية في صناديق المعاشات ليس كرب عمل ولكن لمساندة الصناديق علي سداد الزيادة المقررة سنويا.
- المزايا الاجتماعية: هي تلك التحويلات النقدية أو العينية التي تقدمها الحكومة لبعض فئات المجتمع في إطار البعد الاجتماعي ومن أمثلتها: الخدمات الطبية وتعويضات البطالة ومعاشات الضمان الاجتماعي.[1]

## الإيرادات العامة[1]
1. الضرائب
2. المنح
3. الإيرادات الأخرى
4. متحصلات الإقراض وبيع الأصول المالية -(حصيلة الخصخصة)-
5. الاقتراض وإصدار الأوراق المالية بخلاف الأسهم -(أذون الخزانة)-

## وصلات خارجية
- الموازنة العامة للدولة، وزارة المالية.
- حقك بالموازنة، نماء، إسلام أون لاين، 4 مارس 2004م.
- الدليل المبسط للموازنة العامة للدولة، وزارة المالية، مصر.
- قانون ربط الموازنة العامة للدولة للسنة المالية 2008/2009، موقع وزارة المالية المصرية.
- الفشخرة الحكومية..!!، محيط، نقلاً عن جريدة الوفد، 16 يونيو 2009م.
- صالون الكتلة: فساد الحكومة خرب موازنة الدولة، موقع الكتلة البرلمانية للإخوان المسلمين، 26 مايو 2009.